# Ростопчин Федір Васильович
Граф (з 1799) Федір Васильович Ростопчин (у романі «Війна і мир» Л. М. Толстого згадується як Растопчин) (23 березня 1763, село Косьмодем'янське, Лівенський повіт, Орловська губернія, Російська імперія — 30 січня 1826, Москва, Російська імперія) — російський державний діяч, генерал від інфантерії, фаворит  імператора Павла і керівник його зовнішньої політики, московський градоначальник і генерал-губернатор Москви під час війни 1812 року, ймовірний організатор  Московської пожежі 1812 року.
Відомий також як письменник і публіцист патріотичного спрямування, слідом за Фонвізіним висміював галломанію. Член Державної ради (з 1814). У 1815 році виїхав за кордон на лікування від геморою, у 1817-1823 жив у Парижі. З 1823 у відставці. Автор мемуарів.
Власник підмосковної садиби Воронове. Батько французької письменниці графині де Сегюр і літератора, мецената, колекціонера А. Ф. Ростопчина (чоловіка письменниці  Євдокії Ростопчиної).

## Нагороди
- Орден Святої Анни 3-й ст. (02.11.1796) (від Павла I)
- Орден Святої Анни 2-й ст. (07.11.1796)
- Орден Святої Анни 1-й ст. (09.11.1796)
- Орден Святого Олександра Невського (05.04.1797)
- Орден Святого Іоанна Єрусалимського, командорський хрест (21.12.1798)
- Алмазні знаки до Ордену Святого Олександра Невського (31.12.1798)
- Орден Святого Іоанна Єрусалимського, великий командорський хрест (30.03.1799)
- Орден Святого Андрія Первозванного (28.06.1799)

іноземні:
- Шведський Орден Серафимів (17.12.1800)
- Шведський Орден Меча (1800)
- Шведський Орден Полярної зірки (1800)
- Неаполітанський Орден Святого Фердинанда за Заслуги (1800)
- Сардинський Вищий орден Святого Благовіщення (1800)
- Сардинський Орден Святих Моріса і Лазаря (1800)
- Французький  Королівський орден Богоматері Кармельської і Святого Лазаря Єрусалимського (1800)
- Баварський Орден Святого Губерта (1800)